# Ironman Santa Rosa
Der Ironman Santa Rosa ist seit 2017 der Name einer von 1990 bis 2019 ausgerichteten Triathlon-Sportveranstaltung über die Ironman-Distanz (3,86 km Schwimmen, 180,2 km Radfahren und 42,195 km Laufen). Das Rennen wurde 2016 als „Ironman Vineman“ in Windsor und wurde seit 2017 unter neuem Namen in Santa Rosa ausgetragen. 

## Organisation

### Vineman-Triathlon von 1990 bis 2015

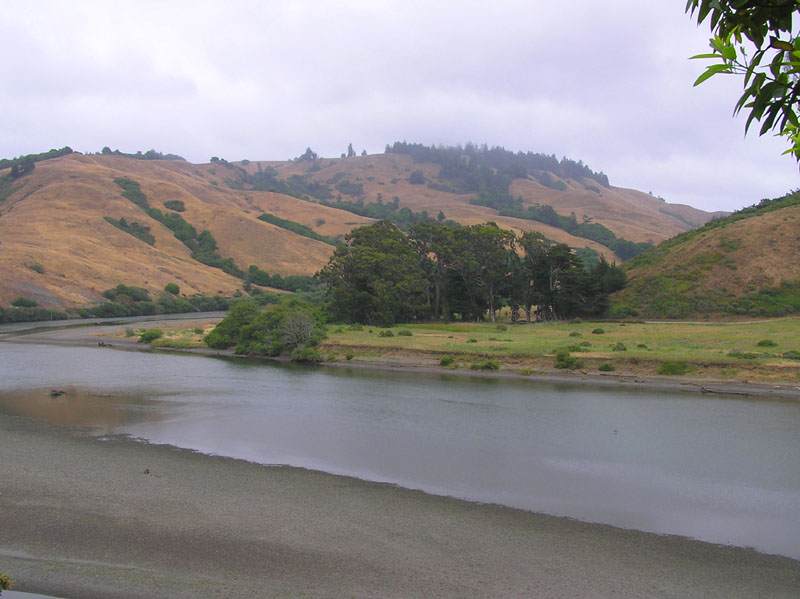
Der Russian River in Kalifornien

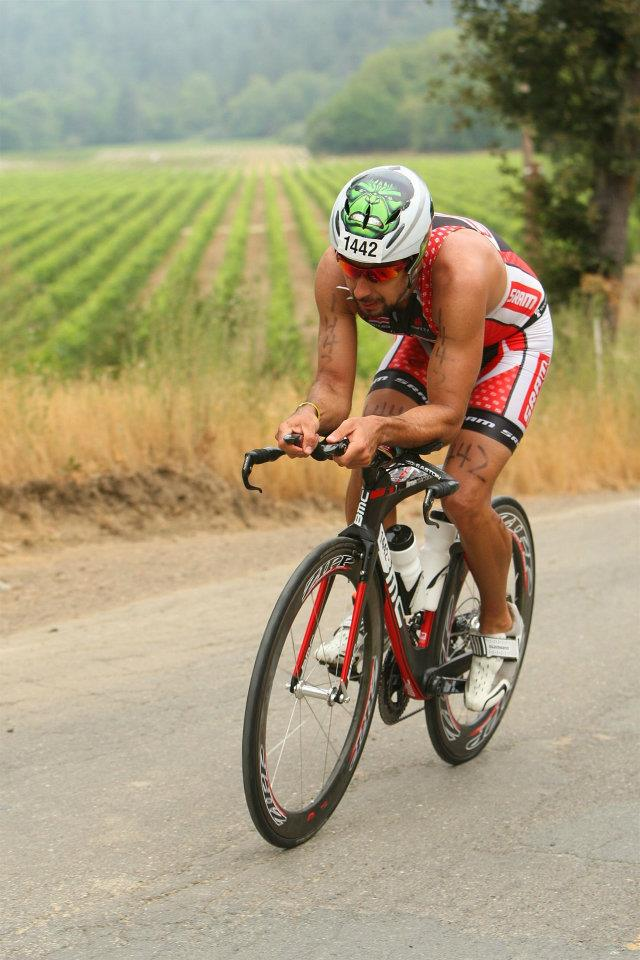
Radstrecke des Vineman, 2014

Die Veranstaltung ist der traditionsreichste bestehende Wettkampf über diese Distanz auf dem US-amerikanischen Festland und wurde bis 2015 unter dem Namen Vineman organisiert.
Bereits seit 1990 wurde hier unter der Leitung von Russ Pugh mit dem „Vineman“ sowohl ein Rennen über die volle Ironman-Distanz ausgetragen, womit es das älteste bestehende über diese Distanz auf dem Festland der Vereinigten Staaten ist. Seit 1991 wird am selben Ort zeitlich ein wenig versetzt auch ein Rennen über die halbe Ironman-Distanz veranstaltet, das bis 2005 als Half Vineman, bis 2016 als Vineman Ironman 70.3 und seit 2017 als Ironman 70.3 Santa Rosa ausgetragen wird.

### Ironman seit 2016
Der Ironman Vineman wurde nach dem Kauf der Veranstaltung durch die World Triathlon Corporation (WTC) am 30. Juli 2016 erstmals unter diesem Namen im US-Bundesstaat Kalifornien ausgetragen.
Es werden bei diesem Rennen in den verschiedenen Altersklassen 40 Startplätze (Slots) für den Ironman Hawaii (Ironman World Championship) im Oktober vergeben. Zuvor waren auch bereits in den 1990er-Jahren beim Vineman Startplätze für den Ironman Hawaii verfügbar.
Für 2017 wurde der Austragungsort nach Santa Rosa in Kalifornien verlegt – zusammen mit dem Ironman 70.3 Santa Rosa. Es waren in diesem Jahr hier keine Profis am Start. Für 2018 wurde die Austragung auf den Mai vorverlegt. Das letzte Rennen war hier am 11. Mai 2019 und es wurde keine Verlängerung angekündigt.

## Streckenverlauf
Beschreibung der Strecken in  Windsor (bis 2016):
- Das Rennen startete mit dem Schwimmen im Russian River.
- Die Radstrecke erstreckte sich entlang des Russian Rivers und im Gebiet um Santa Rosa.
- Die abschließende Laufstrecke ging über einen dreimal zu absolvierenden Rundkurs in Sonoma County.

## Siegerliste
| N ° | Datum/Jahr    | Männer          | Männer                             | Männer           | Frauen          | Frauen           | Frauen         |
| N ° | Datum/Jahr    | Erster Platz    | Zweiter Platz                      | Dritter Platz    | Erster Platz    | Zweiter Platz    | Dritter Platz  |
| --- | ------------- | --------------- | ---------------------------------- | ---------------- | --------------- | ---------------- | -------------- |
| 4   | 11. Mai 2019  | Jan Stepinski   | Robin Schneider                    | Lucas Pozzetta   | Alisa MacDonald | Barbara Perkins  | Cat Heidrich   |
| 3   | 12. Mai 2018  | Derk De Korver  | Matthew Malone                     | Sami Inkinen     | Amy Farrell     | Caroline Coble   | Kayla Schmidt  |
| 2   | 29. Juli 2017 | Nicholas Noone  | Rodrigo Romero Garcia De La Cadena | Matthew Ison     | Chealsea Tiner  | Alison Mcinturff | Susannah Breen |
| 1   | 30. Juli 2016 | Kyle Buckingham | Chris McDonald                     | Jonathan Shearon | Sarah Piampiano | Ashley Paulson   | Jessica Smith  |

TBC – To Be Confirmed (noch nicht bestätigt)
SR – Streckenrekord

### Vineman
| Datum/Jahr    | Männer         | Männer         | Männer        | Frauen                 | Frauen         | Frauen            |
| Datum/Jahr    | Erster Platz   | Zweiter Platz  | Dritter Platz | Erster Platz           | Zweiter Platz  | Dritter Platz     |
| ------------- | -------------- | -------------- | ------------- | ---------------------- | -------------- | ----------------- |
| 25. Juli 2015 | Andrew Drobeck | Ryan Rau       | Matt Ison     | Sarah Jarvis           | Kara Lapoint   | Christine Nichols |
| 26. Juli 2014 | Max Biessmann  | Timothy Mallen | Gerry Marvin  | Whitney McCain         | Sarah Jarvis   | Kara Lapoint      |
| 27. Juli 2013 | John Dahlz -2- | Van McCarty    | Jady Plato    | Bronwen Price-Dierksen | Polly Crawford | Taryn Spates      |
| 28. Juli 2012 | John Dahlz     | Joe Czabaranek | Bob Shebest   | Polly Crawford         | Katie Hafen    | Kara Lapoint      |
| 2007          | David Glover   |                |               | Madelyn Stewart        |                |                   |
| 12. Aug. 2006 |                |                |               |                        |                |                   |
| 13. Aug. 2005 |                |                |               |                        |                |                   |
| 5. Aug. 2002  | Peter Kotland  |                |               |                        |                |                   |
| 2000          |                |                |               |                        |                |                   |
| 1995          |                |                |               |                        |                |                   |
| 1994          | Rex Bradford   |                |               | Rebecca Nelson         |                |                   |
| 1993          | John Quinn     |                |               | Jaimi Shroup           |                |                   |
| 1. Aug. 1992  | Tom Gallagher  |                |               | Janine Daley           |                | Laura Powers      |
| 20. Juli 1991 | David          | Brian          | David Turner  |                        | Mary Kehl      |                   |
| 1990          |                | Tony Farrow    |               |                        |                |                   |